# Sociedad Internacional de Juegos Dinámicos
La Sociedad Internacional de Juegos Dinámicos (ISDG) es una organización profesional sin ánimo de lucro para el avance de la teoría de juegos dinámicos.

## Historia
ISDG fue fundado el 9 de agosto de 1990 en Helsinki, Finlandia, durante el cuarto Simposio Internacional sobre Juegos Dinámicos y Aplicaciones en la Helsinki University of Technology. ISDG está regida por un comité ejecutivo presidido por uno de sus miembros. El primer presidente de la sociedad fue el Profesor Tamer Başar. Hasta la fecha los presidentes de ISDG han sido
- Tamer Başar 1990-1994
- Alain Haurie 1994-1998
- Pierre Bernhard 1998-2002
- Georges Zaccour 2002-2006
- Geert Jan Olsder 2006-2008
- León Petrosián 2008-2012
- Michèle Breton 2012-2016
- Vladimir Mazalov 2016-2022
- Florian Wagener 2022-

## Objetivos de ISDG
- Promocionar e impulsar el desarrollo y las aplicaciones de la teoría de juegos dinámicos.
- Difundir la información científica a través de todos aquellos canales que se consideren adecuados. ISDG consigue estos objetivos organizando o coorganizando simposios, conferencias y workshops, y publicando revistas de reconocido prestigio.
- Establecer relaciones con la comunidad científica internacional, y en particular, con otras sociedades relacionadas con la teoría de juegos, la optimización, el análisis de toma de decisiones y los sistemas dinámicos.

## Publicaciones de ISDG
- Annals of the International Society of Dynamic Games (series ed.: Tamer Başar; publicado por Birkhäuser)
- Dynamic Games and Applications (editor jefe: Georges Zaccour; publicado por Birkhäuser)
- International Game Theory Review (editor administrativo: David W. K. Yeung, editores: Hans Peters, Leon A. Petrosyan; publicado por World Scientific Publishing Co. Pte. Ltd.)

## El Premio Isaacs
El comité ejecutivo de la Sociedad Internacional de Juegos Dinámicos decidió en 2003 establecer un premio para reconocer “contribuciones excepcionales a la teoría y las aplicaciones de los juegos dinámicos” a dos académicos en cada simposio, empezando en 2004. El premio se denominó de esta manera en honor a Rufus Isaacs, que es reconocido como fundador de la teoría de juegos diferenciales. Los premiados son: 
- 2004: Yo-Chi Ho & George Leitmann
- 2006: Nikolay Krasovskii & Wendell Fleming
- 2008: Pierre Bernhard & Alain Haurie
- 2010: Tamer Başar & Geert Jan Olsder
- 2012: Steffen Jørgensen & Karl Sigmund
- 2014: Eitan Altman & Leon Petrosyan
- 2016: Martino Bardi & Ross Cressman
- 2018: Andrzej Nowak & Georges Zaccour
- 2022: Pierre Cardaliaguet & Mabel Tidball
- 2024: Joel Brown & Roland Malhamé